# Tatarkova próba
Tatarkova próba nebo Gipsyho ferrata je strmý sráz, jakož i stejnojmenná cesta na Gerlachovský štít, na níž se sráz nachází. Je to jedna z náročnějších výstupových tras. Náročnější je i orientace v tomto terénu. Samotná próba je vysoká asi 40 metrů. Její sklon je přibližně 60 stupňů.

## Popis výstupové trasy
Východisko této varianty výstupu na Gerlachovský štít (2654,4 m n. m.) je z Tatranské Polianky.
Cestu si lze zkrátit autem, které na objednávku doveze lidi z Tatranské Polianky až na Sliezský dom.
Ze Sliezského domu při Velickém plese vede  zelená značka cestou na Poľský hřeben. Při Dlouhém plese odbočíme vlevo z chodníku. Zde se po asi hodině a půl začíná Tatarkova próba. Tato cesta je náročnější než klasická výstupová cesta přes Velickou próbu a dále přes Velický žlab. Podle stupnice horolezecké obtížnosti UIAA se klasifikuje jako II-III. Po této próbě pokračujeme žlabem až na Tetmajerovo sedlo. Tetmajerovo sedlo se nachází mezi Zadním Gerlachom (2616 m n. m.) a mezi samotným Gerlachovským štítem. Odtud to je na nejvyšší bod celých Karpat jakož i nejvyšší bod Slovenska ještě přibližně 1 hodina. Tuto túru je však možné absolvovat jedině s horským vůdcem. Sestup je stejný jako při výstupu Velickou próbou, tedy Batizovským žlabem a Batizovskou próbou. Batizovskou dolinou dále pokračujeme až po Batizovskému plesu, kde se napojíme na Tatranskou magistrálu, na  červenou značku. Po asi hodině a půl se dostaneme na Sliezský dom.

## Galerie

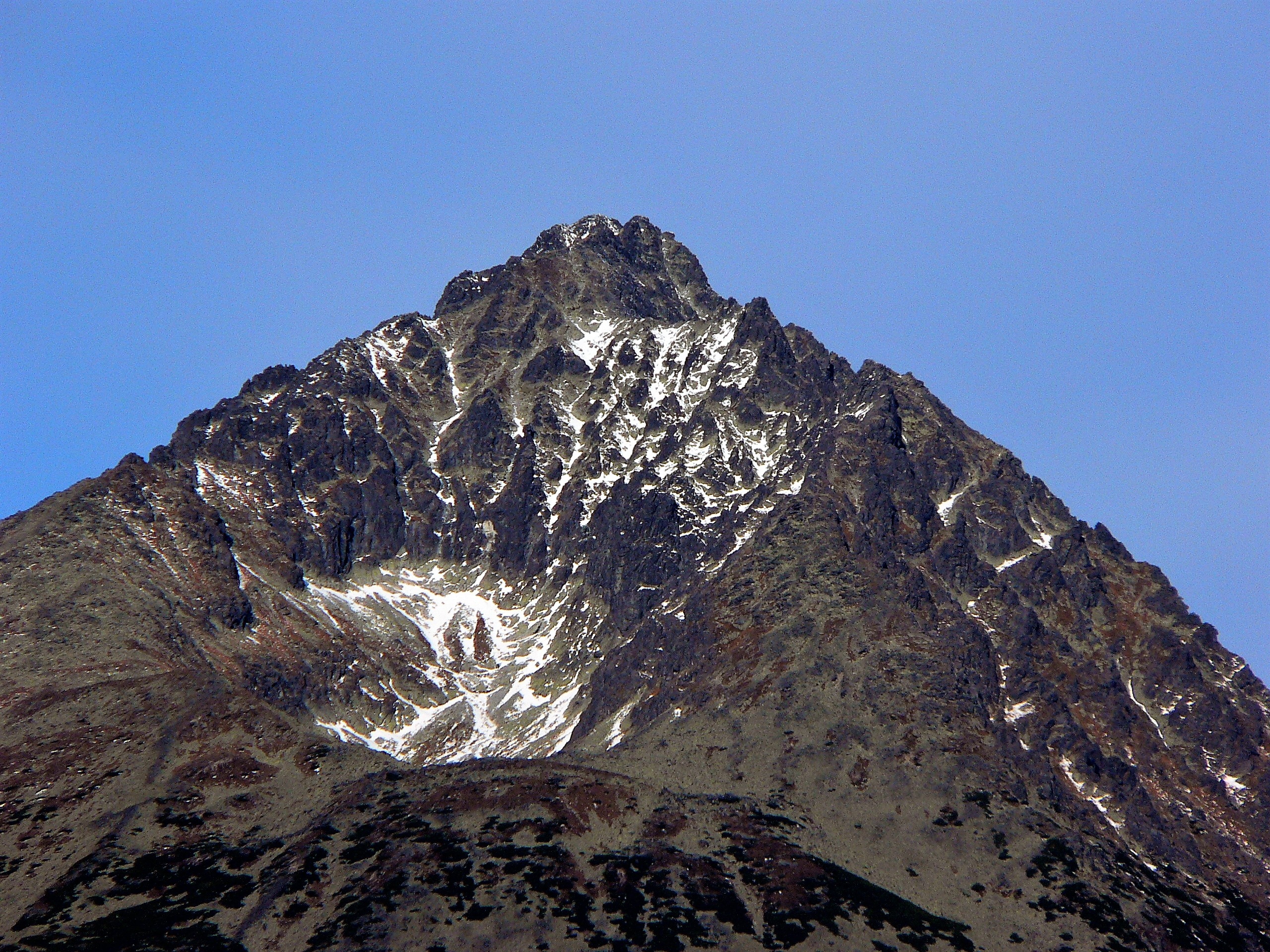
Gerlachovský štít z podtatranské kotliny
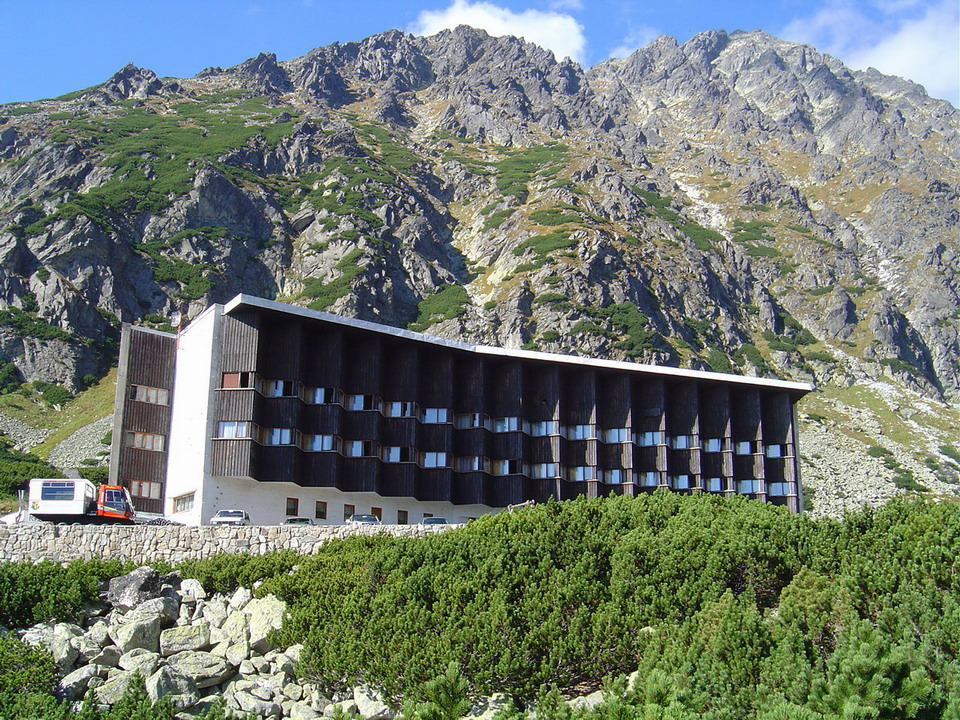
Slezský dům je zpravidla východiskem túry na Gerlachovský štít